# 台南市流浪動物愛護協會
社團法人台南市流浪動物愛護協會是台灣台南市的一個動物保護團體，2010年由國立台南高工退休老師郭順雄成立。工作涵蓋流浪動物絕育、救援與送養。自成立以來，協會積極推動及協助台南市政府執行TNR政策，台南市於2015年成為全台首個達成「零撲殺」紀錄的城市。
2020年11月，在首璽咖啡舉辦大型貓咪交流聚會。

## 外部連結
- 官方网站
- 台南市流浪動物愛護協會的Facebook專頁